# Stefan Konstańczak
Stefan Konstańczak (ur. 22 stycznia 1955 w Błońsku) – polski filozof i etyk, profesor nauk humanistycznych w dyscyplinie filozofii, profesor zwyczajny Uniwersytetu Zielonogórskiego.

## Życiorys i kariera naukowa
Wychował się w rodzinie leśniczego. Uczęszczał do szkoły podstawowej w Wolsztynie, gdzie w 1974 ukończył Liceum Ogólnokształcące. Potem pracował w Wojewódzkiej Spółdzielni Transportu Wiejskiego w Zielonej Górze na stanowisku referenta ds. BHP. Następnie swoją drogę zawodową na kilkanaście lat związał z wojskiem i jako zawodowy oficer (wojsk zmechanizowanych) został skierowany na Pomorze. Z tą częścią Polski jest nadal związany, ponieważ razem z rodziną mieszka w Słupsku. Po zakończeniu służby w wojsku (w stopniu majora), rozpoczął karierę naukowo-dydaktyczną (akademicką).
W 1987 ukończył studia pedagogiczne na Wydziale Nauk Pedagogicznych Wojskowej Akademii Politycznej w Warszawie. W trakcie studiów zainteresował się naukowo problematyką moralności. Tytuł zawodowy magistra uzyskał na podstawie pracy z socjologii moralności pt. „Postawy moralne Polaków w katolickich i laickich badaniach socjologicznych”. Praca ta została wysoko oceniona przez recenzentów i wkrótce w trybie eksternistycznym rozpoczął dalsze kształcenie na poziomie doktoranckim w seminarium etycznym prowadzonym przez profesora Akademii Podlaskiej dr hab. Józefa Jaronia. Pod jego kierunkiem rozprawę doktorską z psychologii moralności na temat: „Internalizacja wartości moralnych” obronił w 1996 na Wydziale Humanistycznym Uniwersytetu Mikołaja Kopernika w Toruniu i uzyskał stopień doktora nauk humanistycznych (dyscyplina: filozofia, specjalność: etyka). W 1997 został zatrudniony na stanowisku adiunkta na Wydziale Edukacyjno-Filozoficznym Wyższej Szkoły Pedagogicznej w Słupsku w ówczesnym Instytucie Filozofii (w latach 1998–2000 był wicedyrektorem Instytutu, zaś w 2005-2006/2006-2007/ pełnił obowiązki kierownika Katedry Filozofii powołanej w miejsce tegoż Instytutu). W 2006 na Wydziale Nauk Społecznych Uniwersytetu Śląskiego w Katowicach obronił rozprawę habilitacyjną pt. „Etyka środowiskowa wobec biotechnologii” i uzyskał stopień doktora habilitowanego nauk humanistycznych (dyscyplina: filozofia; specjalność: etyka). Od 2008 jest zatrudniony w Instytucie Filozofii Wydziału Humanistycznego Uniwersytetu Zielonogórskiego, początkowo na stanowisku profesora uczelni, a obecnie (od uzyskania tytułu naukowego) – profesora. Przewód profesorski został przeprowadzony na podstawie monografii „Etyka niezależna w Polsce” (Oficyna Wyd. UZ, Zielona Góra 2019 – książka ta została nominowana w 2022 do Nagrody im. Prof. Tadeusza Kotarbińskiego). W efekcie w 2022 uzyskał tytuł profesora nauk humanistycznych w dyscyplinie filozofia (oficjalnie nadany w dniu 21 listopada przez Prezydenta RP Andrzeja Dudę). W Instytucie Filozofii UZ jest też kierownikiem Zakładu Etyki, a w latach 2015–2018 był członkiem Komitetu Nauk Filozoficznych Polskiej Akademii Nauk.
Specjalizuje się głównie w dwóch obszarach badawczych: historii polskiej filozofii i etyki oraz szeroko pojmowanej bioetyce, obejmującej zarówno etykę medyczną, jak i etykę środowiskową (ekologiczną), nawiązując przy tym do analiz z zakresu filozofii medycyny i ekofilozofii. Pomiędzy tymi dwoma obszarami stara się odnaleźć wspólne cechy, występujące w tzw. polskiej szkole filozofii medycyny oraz u polskich reprezentantów myśli ekofilozoficznej. Próbuje przy tym ująć w pewną spójną konceptualną całość, dorobek filozoficzno-etyczny nie tylko polskich filozofów, ale też lekarzy, medyków i przyrodników. Nie jest też zwolennikiem budowania „nowej etyki” do rozwiązywania współczesnych dylematów moralnych, ponieważ dotychczasowe dziedzictwo myśli filozoficzno-etycznej jest na tyle bogate, iż nadaje się do oceny obecnych i przyszłych zagrożeń. Takie podejście zdaje się go prowadzić do tezy, że trzeba jednak unikać tendencji „przeintelektualizowania”, uwidaczniającej się często w tzw. etyce tradycyjnej, która staje się zbyt abstrakcyjna, co powoduje jej krytykę. Ludzie żyjący współcześnie potrzebują bowiem etyki bardziej zorientowanej na praktykę, niż na typowo teoretyczne analizowanie problemów.
Z powyższego zakresu opublikował 10 książek, kilkanaście redakcji naukowych książek oraz ponad 300 artykułów i rozdziałów w monografiach zbiorowych. Jest członkiem w kilku komitetach redakcyjnych polskich i zagranicznych czasopism naukowych (w tym „Ethics & Bioethics (in Central Europe)”, Publisher: De Gruyter, ISSN 2453-7829 – pisma indeksowanego w bazach Web of Science oraz Scopus). Wypromował 6. doktorów z zakresu filozofii.

## Życie prywatne
Jest mężem Grażyny (bibliotekarki, kierowniczki Oddziału Informacji Naukowej Biblioteki Uczelnianej Akademii Pomorskiej) i ojcem Bartosza. Wraz z rodziną mieszka w Słupsku.

## Wybrane publikacje
- Odkryć sens życia w swej pracy. Wokół problemów etyki zawodowej, Wyd. Uczelniane WSP, Słupsk 2000.
- Internalizacja wartości moralnych, Wyd. Uczelniane PAP, Słupsk 2001.
- Etyka środowiskowa wobec biotechnologii, Wyd. PAP, Słupsk 2003.
- Wybrane zagadnienia ekofilozofii, Wyd. PAP, Słupsk 2005.
- Etyka pielęgniarska, Wyd. Difin, Warszawa 2010.
- Maria Ossowska (1896-1974) w świetle nieznanych źródeł archiwalnych (redaktor naukowy, współautor), Oficyna Wyd. UZ, Zielona Góra 2011.
- Dialog księdza z filozofem (współautor), Wyd. Pallottinum, Kuślin; Poznań 2015.
- Polska XIX i XX wieku w filozoficznym zwierciadle, Wyd. Scriptum, Kraków 2017.
- Etyka niezależna w Polsce, Oficyna Wyd. UZ, Zielona Góra 2019.
- Historiozoficzne dylematy Zbigniewa Jordana: biografia twórcza emigracyjnego filozofa, Wyd. Scriptum, Kraków 2022.